# Machaonia martineziorum
Machaonia martineziorum är en måreväxtart som beskrevs av David H. Lorence. Machaonia martineziorum ingår i släktet Machaonia och familjen måreväxter. Inga underarter finns listade i Catalogue of Life.